# Cintamani

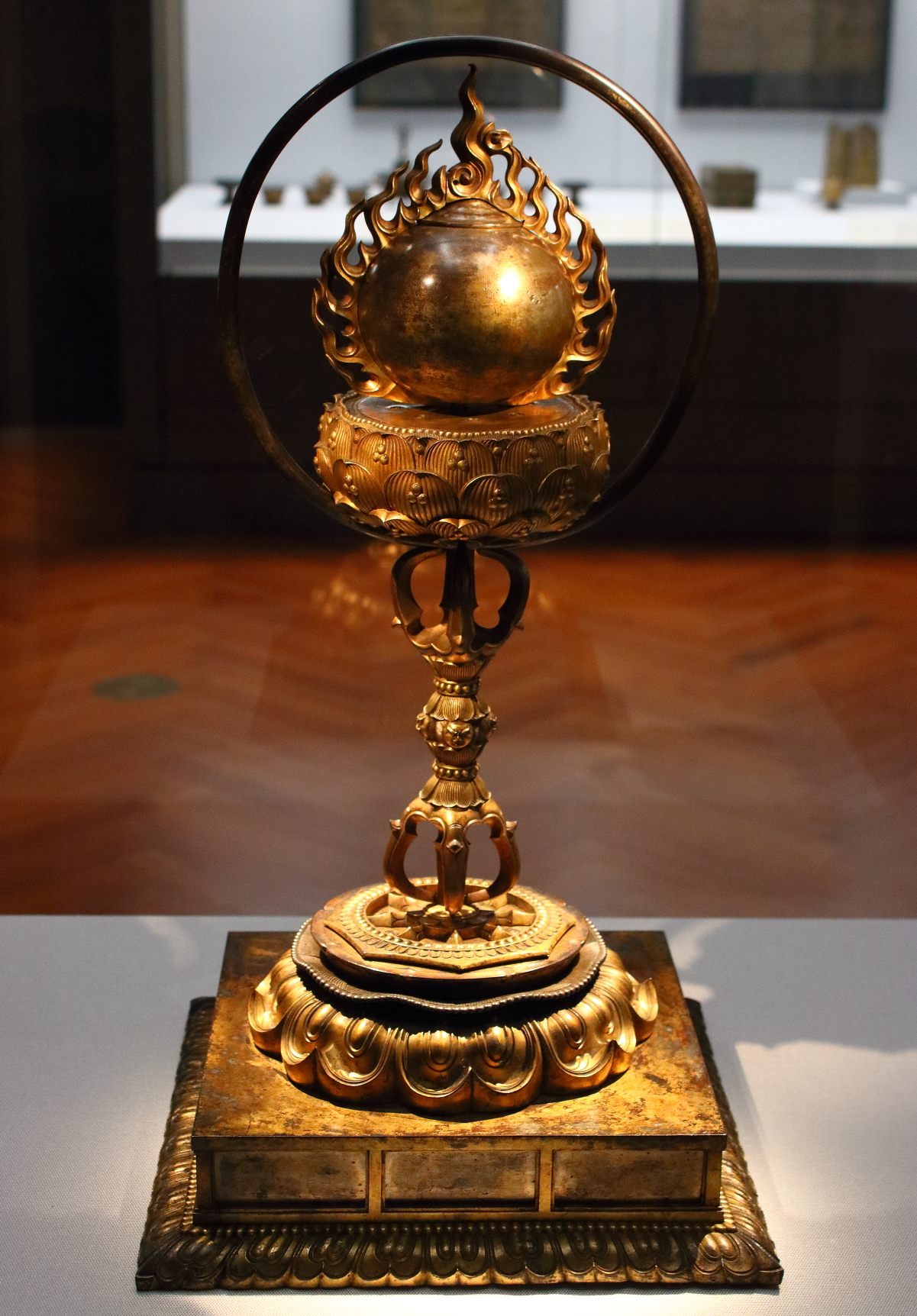
Cổ vật Phật giáo về ngọc Như ý bảo châu

Như ý bảo châu (tiếng Phạn: चिन्तामणि/Cintāmaṇi; tiếng Trung Quốc: 如意寶珠/Rúyì bǎozhū) là một viên ngọc ước nguyện mọi sự toàn thành, có hình dáng giống như một viên ngọc trai (trân châu) được diễn tả trong các truyền thống Hindu giáo và truyền thống Phật giáo Đại thừa. Đây là một trong số hình dung của viên ngọc Mani được nhắc đến trong nhiều bản kinh Phật. Trong Phật giáo Đại thừa thì Như ý ngọc là một biểu tượng thần thoại tâm điểm kể về điển tích một loại ngọc huyền thuật có huyền năng biến mong ước thành hiện thực, đáp ứng những mong muốn của chúng sinh như chữa lành bệnh, thanh tẩy, ban tặng quần áo, thức ăn, kho báu, gia sản đủ đầy. Ngọc như ý cũng là biểu tượng Phật giáo phổ biến có ý nghĩa tượng trưng cho những lời dạy quý báu và phẩm chất của Đức Phật.

## Trong tôn giáo

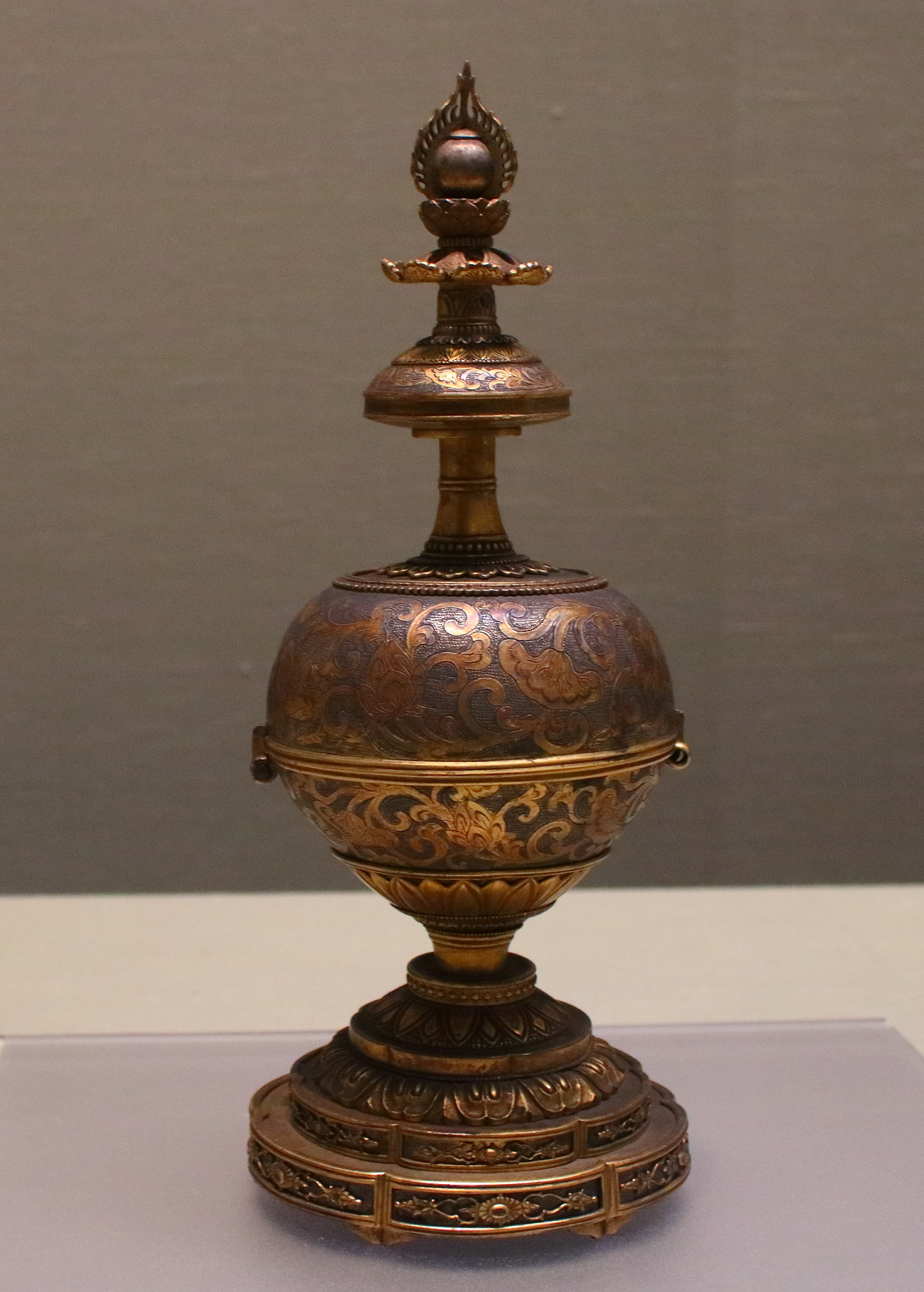
Cổ vật Cintamani

Trong Phật giáo, viên bảo ngọc này được nó được các vị Bồ tát (những chúng sinh thiêng liêng với lòng từ bi, trí huệ và sức mạnh vĩ đại) như Quán Thế Âm và Địa Tạng cầm trên tay. Viên bảo ngọc này cũng được thấy được mang trên lưng con Ngựa gió Lung Ta được diễn tả trên những lá cờ cầu nguyện của Tây Tạng. Bằng cách tụng chú Dharani (Đà-la-ni) của Cintamani, truyền thống Phật giáo cho rằng một người đạt được Trí tuệ của Đức Phật, có thể hiểu được chân lý của Đức Phật và biến phiền não thành Bồ đề. Người ta nói rằng viên bảo châu này có quyền năng ban phép thấu thị cho một người khi đang trong tình trạng trên giường bệnh có thể trông thấy được Đoàn tùy tùng Thần thánh của Đức Phật A-Di-Đà Amitabha và hội chúng. Trong truyền thống Phật giáo Tây Tạng, Chintamani (tiếng Tây Tạng: ཡིད་བཞིན་ནོར་བུ/yid bzhin norbu) đôi khi được mô tả là một viên ngọc sáng và được cầm trong tay những bậc tôn giả vốn là hóa thân từ một số hình tướng khác nhau của Đức Phật. Một trong những hiện thân của Quán Thế Âm có tên là Như Ý luân Quan Âm (Cintāmaṇicakra) với hình ảnh được khắc họa tay cầm viên Như ý bảo châu (Cintāmaṇi).
Trong Ấn Độ giáo, viên bảo châu này có liên quan đến các vị thần Vishnu và Ganesha. Trong truyền thống Ấn Độ giáo, nó thường được mô tả là một viên ngọc tuyệt mỹ mà thần Vishnu sở hữu với tên gọi Kaustubha Mani hoặc được đính trên trán của vị vua rắn Nāga được gọi là Naga Mani, hoặc đính trên trán của thủy quái cá sấu Makara. Những ghi chép nguyên thủy của bảo vật này ban đầu được viết vào thế kỷ thứ X sau Công nguyên kể về một câu chuyện về viên bảo châu Cintamani. Kinh Vishnu Purana của Ấn Độ giáo nói rằng "viên ngọc Syamantaka mang lại sự thịnh vượng cho chủ nhân, gồm cả họ hàng gia tộc Yadu". Trong Hindu giáo thì bất kỳ ai cũng có thể có được cho riêng mình một mảnh thủy tinh và đôi khi là một mảnh vàng, nhưng không phải ai cũng có thể có được một viên Như ý bảo châu (Cintāmaṇi) vì nó rất quý hiếm. Tương tự như vậy, những lạc thú trên thiên đường và sự giải thoát có thể dễ dàng đạt được, nhưng trạng thái Prema-bhakti thì cực kỳ hiếm. Bhagavata Purana nhận xét rằng ngọc Cintamani có thể mang lại những thú vui và sự giàu có của thế gian ở Svarga, nhưng sự tiến bộ về mặt tâm linh cho phép một người đạt đến cảnh giới Vaikuntha, cõi của Vishnu mà ngay cả yogin cũng khó đạt được.